# Anabate flamboyant
Philydor pyrrhodes
Espèce
Statut de conservation UICN

 LC  : Préoccupation mineure
L’Anabate flamboyant (Philydor pyrrhodes) est une espèce de passereaux de la famille des Furnariidae.

## Répartition

Aire de répartition de Philydor pyrrhodes.

Cet oiseau se rencontre en Bolivie, au Brésil, en Colombie, en Équateur, au Guyana, en Guyane, au Pérou, au Suriname et au Venezuela.

## Classification
Le nom valide complet (avec auteur) de ce taxon est Philydor pyrrhodes (Cabanis, 1848).
L'espèce a été initialement classée dans le genre Anabates sous le protonyme Anabates pyrrhodes Cabanis, 1848.
Ce taxon porte en français le nom vernaculaire ou normalisé suivant : Anabate flamboyant,.
Philydor pyrrhodes a pour synonyme :
- Anabates pyrrhodes Cabanis, 1848